# Marie Zenger
Marie Zenger, née le 25 juillet 1867 à Genève et morte le 23 mars 1915 à Erzincan en Turquie, est une religieuse et infirmière suisse.

## Biographie

### Enfance et premiers engagements
Née d'un père bernois et d'une mère huguenote, Marie Zenger est l'aînée de trois enfants. Orpheline à onze ans, elle est recueillie avec son frère et sa sœur par une famille vaudoise proche de sa mère. Elle reçoit dans son enfance une éducation religieuse.
À la suite d'une maladie, elle entre dans la Maison des diaconesses de Berne. Elle rejoint ensuite l'hôpital de Genève, où elle s'occupe des enfants.

### Direction de l'orphelinat de Sivas
À la suite des massacres hamidiens, des comités de secours aux Arméniens sont créés dans diverses villes suisses, bientôt fédérés au sein de la Conférence de secours suisses aux Arméniens (allemand : Schweizerischer Hilfsbund für Armenien). Celle-ci, à la requête des missionnaires américains de Sivas, envoie du personnel pour diriger les orphelinats, dont Marie Zenger.
Partie de Berne le 7 octobre 1897, la mission suisse arrive le 8 novembre suivant à destination et Marie Zenger y prend la direction de l'orphelinat des filles, sans savoir alors un seul mot d'arménien. Sur place, elle s'occupe de l'éducation de nombreux enfants.
Elle reste à Sivas jusqu'au printemps 1913, lorsqu'elle revient en Suisse pour six mois. Elle soumet à la Conférence les plans d'un nouvel orphelinat, qui l'accepte. Marie Zenger retourne à Sivas en août 1913.

### Infirmière à Erzurum et mort
Peu après l'entrée en guerre de l'Empire ottoman au cours de la Première Guerre mondiale, le gouvernement ottoman requiert du personnel médical pour Erzurum auprès des missionnaires américains. Les Américains relaient l'appel à Marie Zenger, qui accepte de s'y rendre et y soigne de nombreux blessés dès le début de l'année 1915.
Le 1er mars 1915, Marie Zenger entreprend de retourner à Sivas en compagnie de Mary Louise Graffam. Elle arrive à Erzincan dix jours plus tard, mais, affaiblie, elle ne peut continuer son voyage. Le 18 mars, on lui diagnostique le typhus ; malgré des soins, elle décède le 23 mars.

## Postérité
Une cérémonie en son honneur est organisée à Genève le 3 avril 1915.